# Justino Ferreira Carneiro
Justino Ferreira Carneiro (1834 — 1896) foi um político brasileiro.
Foi presidente das províncias da Paraíba, nomeado por carta imperial de 11 de setembro de 1880, de 20 de outubro de 1880 a 4 de março de 1882, e do Pará, nomeado por carta imperial de 23 de junho de 1882, de 25 de agosto a 6 de dezembro de 1882.